# Monotes magnificus
Monotes magnificus är en tvåhjärtbladig växtart som beskrevs av Ernest Friedrich Gilg. Monotes magnificus ingår i släktet Monotes och familjen Dipterocarpaceae. Inga underarter finns listade i Catalogue of Life.